# Inarmonía
La inarmonía o inarmonicidad es un fenómeno que tiene lugar en los instrumentos musicales. Este fenómeno provoca la desviación de las frecuencias de los diferentes sonidos parciales o armónicos según cada uno de ellos y acorde a la frecuencia fundamental de la cuerda. Por ejemplo, se produce una inarmonía cuando el segundo armónico de la nota fundamental La 440 en lugar de producirse a 880 Hz variará levemente, por ejemplo, a 880,4 Hz.
Según palabras del profesor Hugo Landolfi, la inarmonía es "la desviación que sufren los armónicos de una cuerda con respecto a sus valores teóricos esperados por motivo de la rigidez de la misma. Dicha rigidez hace que los armónicos no pivoten en sus nodos exactos, sino en unos levemente desviados. Dentro de una misma cuerda, la desviación mencionada no necesariamente se manifiesta en forma progresiva, sino que algunos armónicos (llamados técnicamente "parciales" cuando se encuentran desviados de sus valores teóricos) se desviarán en forma positiva y otros en forma negativa. En la afinación del piano la influencia de la inarmonía hace absolutamente necesario que la afinación se realice de oído, pues de esta manera se compensará en la susodicha afinación los parciales desviados".
En los instrumentos de cuerda, la inarmonía está directamente relacionada con el grosor, rigidez y longitud de la cuerda y muchos instrumentos de percusión producen sonidos complejos e inarmónicos.